# Actinopus hartii
Actinopus hartii is een spinnensoort uit de familie van de muisspinnen (Actinopodidae).
De wetenschappelijke naam van de soort werd in 1895 gepubliceerd door Reginald Innes Pocock.